# Rabáh Mádzser
Musztafa Rabáh Mádzser (1958. december 15. –) algériai labdarúgócsatár, edző.